# Nel 2000 non sorge il sole
Nel 2000 non sorge il sole (1984) è un film del 1956 diretto da Michael Anderson, ispirato al romanzo di fantascienza distopica 1984 di George Orwell.
Si tratta della prima versione cinematografica del capolavoro di Orwell, posteriore alla versione televisiva per l'emittente britannica BBC che riscosse del successo e numerose polemiche. Il film ha avuto un remake nell'anno di ambientazione, con il titolo Orwell 1984.
In Italia il film fu distribuito dalla Cestia Film nel Gennaio 1959, con doppiaggio italiano affidato alla C.I.D. Cooperativa Italiana Doppiatori.

## Trama
Nel 1984 il mondo è diviso in tre grandi blocchi: Oceania, Eurasia ed Estasia, perennemente in guerra tra loro.
Londra è la capitale di Oceania e il potere è detenuto dal regime dittatoriale del Grande Fratello, leader del partito unico. La vita di tutti i cittadini è controllata per mezzo di teleschermi che recano delle telecamere.
Winston Smith e Julia, nonostante siano integrati nel sistema, nutrono qualche dubbio rispetto al mondo in cui vivono e si trovano coinvolti in una relazione d'amore, sentimento proibito dal regime.
Traditi da O'Connor, loro superiore, i due vengono sottoposti al lavaggio del cervello mediante tortura, in modo che si liberino da qualsiasi idea personale e giurino cieca fedeltà al Partito.

### Finali alternativi
Nella versione per il mercato americano Smith e Julia vengono convertiti, come nel romanzo originale. In quella per il mercato europeo, il protagonista grida in strada la propria avversione per il Grande Fratello e viene immediatamente ucciso dalla psicopolizia, seguito da Julia.

## Critica
(Fantafilm)

## Curiosità
Il volto del Grande Fratello che appare in varie sequenze sembra ricalcato su quello dell'attore James Mason.